# Municipio de Ross (condado de Lake)
El municipio de Ross (en inglés: Ross Township) es un municipio ubicado en el condado de Lake en el estado estadounidense de Indiana. En el año 2010 tenía una población de 47890 habitantes y una densidad poblacional de 376,64 personas por km².

## Geografía
El municipio de Ross se encuentra ubicado en las coordenadas 41°28′45″N 87°18′24″O / 41.47917, -87.30667. Según la Oficina del Censo de los Estados Unidos, el municipio tiene una superficie total de 127.15 km², de la cual 127.05 km² corresponden a tierra firme y (0.08%) 0.1 km² es agua.

## Demografía
Según el censo de 2010, había 47890 personas residiendo en el municipio de Ross. La densidad de población era de 376,64 hab./km². De los 47890 habitantes, el municipio de Ross estaba compuesto por el 53.54% blancos, el 37.41% eran afroamericanos, el 0.23% eran amerindios, el 1.47% eran asiáticos, el 0.02% eran isleños del Pacífico, el 4.35% eran de otras razas y el 2.99% pertenecían a dos o más razas. Del total de la población el 12.64% eran hispanos o latinos de cualquier raza.